# أغسطس هولمز كنعان
أغسطس هولمز كنعان (بالإنجليزية: Augustus Holmes Kenan)‏ هو سياسي أمريكي، ولد في 21 أبريل 1805 في مقاطعة بالدوين في الولايات المتحدة، وتوفي في 2 يونيو 1870 في ميلدغفيل في الولايات المتحدة. انتخب عضو مجلس نواب جورجيا.